# أولاد بوعزير مرس جلون (أولاد سيدي مسعود)
أولاد بوعزير مرس جلون هو دُوَّار يقع بجماعة سيدي حجاج واد حصار، إقليم مديونة، جهة الدار البيضاء سطات في المملكة المغربية. ينتمي الدوّار لمشيخة أولاد سيدي مسعود التي تضم 4 دواوير. يقدر عدد سكانه بـ 358 نسمة حسب الإحصاء الرسمي للسكان والسكنى لسنة 2004.

## روابط خارجية
- البوابة الوطنية للجماعات الترابية
- المندوبية السامية للتخطيط